# Karl Grünewald
Karl Grünewald (* 29. Dezember 1911; † 23. Februar 1976) war ein deutscher Jurist und Kommunalpolitiker (Bayernpartei) sowie Oberbürgermeister von Würzburg.

## Leben
Grünewald absolvierte ein Studium der Rechtswissenschaft und wurde zum Doktor der Rechte promoviert. Seit 1932 war er Mitglied der katholischen Studentenverbindung K.D.St.V. Burgundia München.
Er trat zum 1. Mai 1933 in die NSDAP ein (Mitgliedsnummer 3.414.366) und war während des Zweiten Weltkrieges Beamter im Generalgouvernement.
Grünewald wurde als Vertreter der Bayernpartei am 29. Oktober 1948 zum Oberbürgermeister von Würzburg gewählt, musste aber wegen eines neu aufgerollten Entnazifizierungsverfahrens auf das Amt verzichten. Am 11. Februar 1949 wurde er wegen seiner NS-Vergangenheit von der US-amerikanischen Militärregierung und dem Regierungspräsidenten als Oberbürgermeister entlassen. Am 6. Mai 1949 wurde er in einem Spruchkammerverfahren von der Hauptkammer Ansbach in die Kategorie IV (Mitläufer) eingestuft.
Nach der kurzen Amtszeit als Oberbürgermeister baute er Wohnungsbaugenossenschaften auf. Wegen Verfehlungen in dieser Zeit wurde er im Jahr 1952 erstinstanzlich wegen vier Fällen von Untreue verurteilt. Das Urteil wurde in der Revision aufgehoben, da er zur Behebung der nach dem Krieg bestehenden Wohnungsnot und nicht aus selbstsüchtigen Motiven gehandelt habe.
Grünewald war von 1952 bis 1972 Landrat des unterfränkischen Landkreises Königshofen i.Grabfeld und nach dessen Auflösung im Zuge der Kreisgebietsreform von 1972 bis 1976 der erste Landrat des neu geschaffenen Landkreises Rhön-Grabfeld. Im Jahr 1953 wurde er mit 69 % der Stimmen zum Landrat gewählt. Zwischen 1953 und 1958 gelang es ihm mehrere Unternehmen im Landkreis anzusiedeln, 500 Arbeitsplätze zu schaffen, 455 neue Wohnungen zu bauen, neun Schulen und drei Dorfgemeinschaftshäuser zu errichten. Ab 1958 wurde ein Strafverfahren vor dem Landgericht Schweinfurt gegen Grünewald wegen angeblichen Fällen von Betrug, Untreue, Verleitung eines Untergebenen zu strafbaren Handlungen und Vergehens gegen das Gesetz über das Kreditwesen eröffnet. Grünwald wurde erstinstanzlich freigesprochen, der Bundesgerichtshof hob den Freispruch zwar teilweise auf, aber letztlich wurde er auch insoweit 1961 freigesprochen. Die Bezirksregierung Unterfrankens hatte ihn bereits nach dem ersten Freispruch im Jahr 1958 suspendiert, da nach ihrer Ansicht wesentliche Rechtsirrtümer und Widersprüche in den tatsächlichen Feststellungen des Urteiles bestanden hätten.

## Ehrungen
Nach ihm ist seit der Einweihung am 14. Mai 1977 die Dr.-Karl-Grünewald-Schule in Bad Königshofen benannt. Die Dr.-Karl-Grünewald-Straße in Bad Königshofen trägt ebenfalls seinen Namen.